# Махарадзе Реваз Лонгинозович
Реваз Лонгинозович Махарадзе (нар. 26 грудня 1926 — пом. невідомо) — радянський грузинський футболіст, нападник та півзахисник.

## Життєпис
Розпочав грати у футбол 1945 року у команді «Трудові резерви» (Тбілісі). У 1946 виступав за «Харчовик» (Одеса). У 1947-1955 роках грав у чемпіонат СРСР за «Динамо» (Тбілісі) — 147 матчів, 34 (36) м'ячів. У 1955-1956 роках грав у першості Грузинської РСР за «Локомотив» (Тбілісі).
У 1967 році — старший тренер «Металурга» (Руставі).
Срібна призерка 1953 року, бронзова призерка 1950 року.